# Paul Gottburgsen

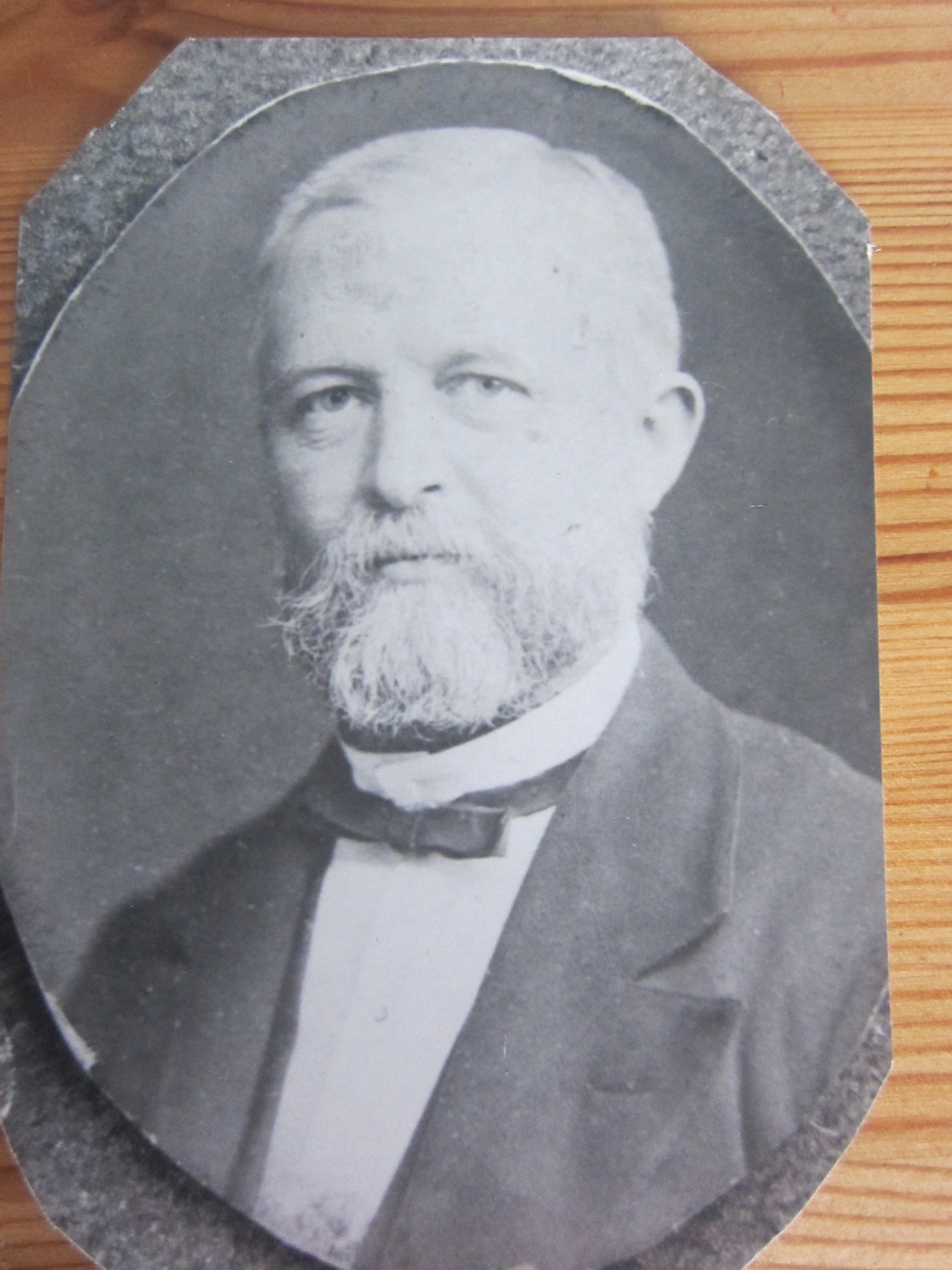
Paul Ludwig Gottburgsen

Paul Ludwig Gottburgsen (* 18. Januar 1832 in Husum; † 26. August 1903 in Flensburg) war ein deutscher Jurist, Bürgermeister, Mitglied des Deutschen Reichstags und Landgerichtsrat.

## Leben
Paul Ludwig Gottburgsen wurde 1832 als Sohn des Landmanns Andreas Hansen Gottburgsen und seiner Frau Ellin Gottburgsen, geborene Jensen geboren. Gottburgsen besuchte die Hermann-Tast-Schule in Husum und studierte an der Christian-Albrechts-Universität zu Kiel, der Ruprecht-Karls-Universität Heidelberg und der Universität Kopenhagen von 1851 bis 1856 Rechtswissenschaften. Von 1856 bis 1858 war er zur Vorbereitung im Verwaltungs- und Justizdienst. Zwischen 1858 und 1864 war er Advokat in Itzehoe und Rendsburg. Nach dem Deutsch-Dänischen Krieg hatte er sich zunächst pro-dänisch geäußert. Erst nachdem er ein Gesuch zum Anschluss an Preußen unterzeichnet hatte, wurde er 1864 zum Bürgermeister in Apenrade ernannt, was er bis 1867 blieb. Zwischen 1867 und 1879 war er Mitglied des Kreisgerichts und seitdem des Landgerichts Flensburg. 1884 wurde er erstmals in den Reichstag gewählt, und nachdem die Wahl am 13. Januar 1886 für ungültig erklärt wurde, am 29. März 1886 wiedergewählt. Dieses Mandat übte er in der Folge bis 1890 für den Wahlkreis Provinz Schleswig-Holstein 2 Apenrade, Flensburg und die Nationalliberale Partei aus. Gottburgsen war evangelisch-lutherisch, ab 1861 mit der Tochter eines ursprünglich aus Tönning stammenden Kaufmanns verheiratet und hatte mit ihr vier Kinder. In seinen Redebeiträgen im Deutschen Reichstag äußerte er sich zum Reichshaushaltsetat, zur Verwaltung des Reichsheeres und der Kaserne in Hadersleben sowie zu einem Gesetzentwurf auf Antrag von Junggreen, die Verwaltungs- und Gerichtssprache in gewissen Landesteilen betreffend.